# Synaptochaeta digitata
Synaptochaeta digitata är en tvåvingeart som beskrevs av Lindner 1964. Synaptochaeta digitata ingår i släktet Synaptochaeta och familjen vapenflugor. Inga underarter finns listade i Catalogue of Life.